# 圆叶土丁桂
圆叶土丁桂（学名：Evolvulus alsinoides var. rotundifolia）是旋花科土丁桂属土丁桂的变种。分布于菲律宾、台湾岛等地，目前尚未由人工引种栽培。